# 피피누스 1세 (아키텐)

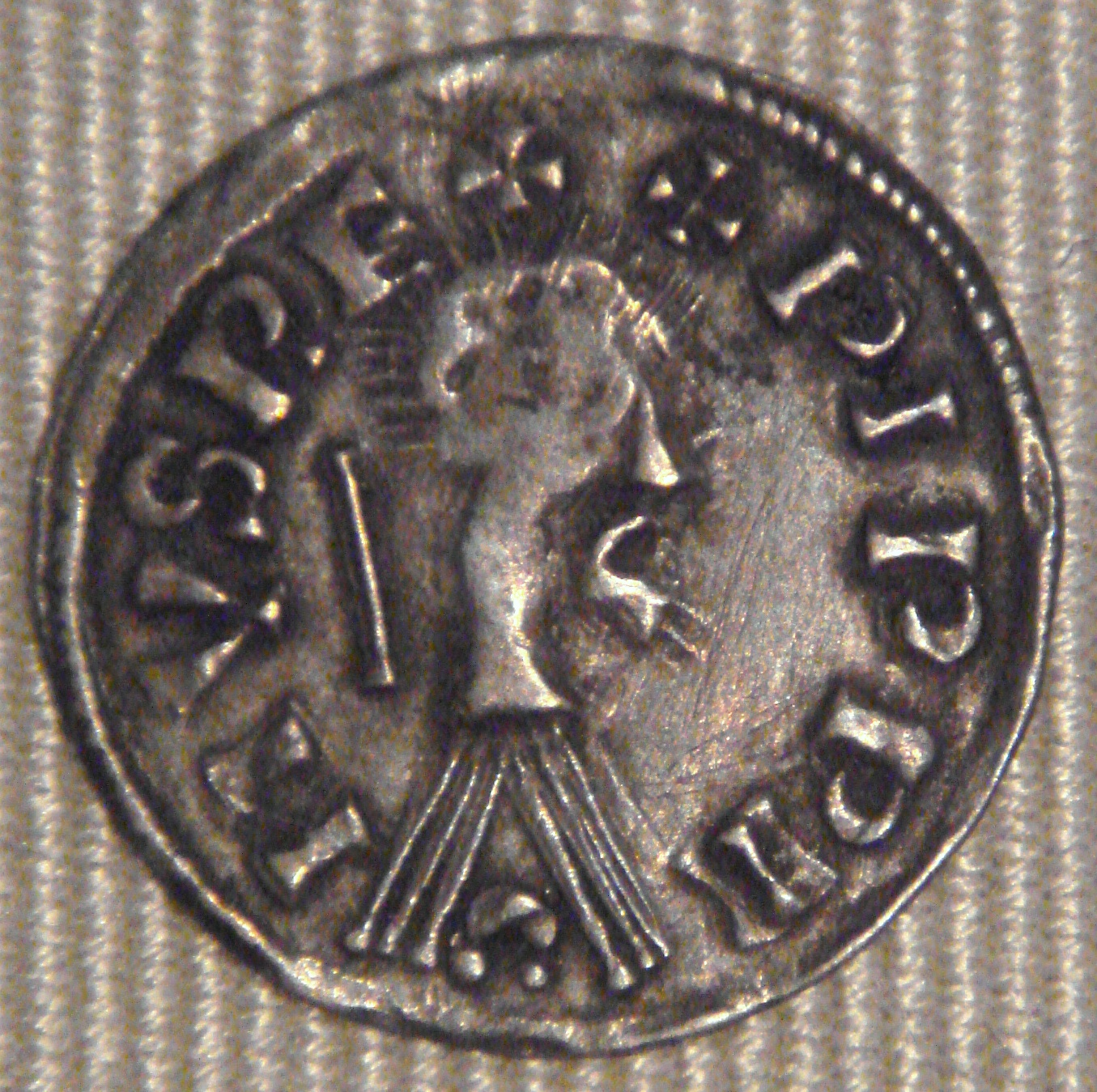
피핀 1세의 아키텐의 데나리온 동전 (817 - 838년)

피핀 1세(Pepin 1) 혹은 아키텐의 피핀(Pepin of Aquitania, 797년 ~ 838년 12월 13일)은 프랑크 카롤링거 왕조 출신 아키텐의 국왕이자 마이네의 공작이다. 경건왕 루트비히와 하스바니아의 이르멘가르트의 둘째 아들로 로타르 1세의 동생이자 루트비히 2세의 친형이고 대머리왕 카를의 이복 형이다. 로베르 1세와 외드의 외삼촌이 된다.
814년 8월 아키텐의 분국왕에 봉해졌다. 그뒤 상속령에 의해 아키텐을 상속받았으나 대머리 카를이 태어나면서 829년 상속령이 개정되자, 개정에 반발하여 부왕에게 반기를 들었다. 830년 형 로타르와 동생 독일인 루트비히를 부추겨 부왕 경건왕 루트비히에게 저항하였으며, 831년 2월 경건왕 루트비히와 화해하였으나 9개월만에 추방되었다. 그러나 832년 9월 부왕 경건왕 루트비히가 그의 영지를 바이에른의 유디트의 아들 대머리 카를에게로 넘겼다가 분쟁의 원인이 되었다.
그는 자신의 주요 고문 툴루즈의 베렝가리우스의 만류에도 불구하고 부왕에 대한 반란을 일으켰다. 830년부터 그는 여러 번 부왕 경건왕 루트비히에 대한 쿠데타를 기도했으며, 여러번 계모인 바이에른의 유디트를 암살하려 했으나 번번히 실패했다. 834년 부왕 경건왕 루트비히와 화해하고, 아키텐과 앙주를 얻었다. 838년 12월 갑자기 사망했는데, 정신질환으로 사망했다고 한다.

## 생애

### 생애 초반
경건왕 루트비히 1세와 히스파니아의 에르망가르트(Ermengarde de Hesbaye)의 둘째 아들로 로타르 1세의 동생이자 독일인 루트비히의 형이다. 아델라이드는 그의 친 누이였다. 대머리 카를과 이탈리아 왕 베렝가리오 1세의 생모인 기셀라는 아버지 경건왕 루트비히 1세와 계모 유디트 사이에서 태어난 이복 동생들이었다. 그밖에 배다른 형 상스 백작 아르눌프와 배다른 누나 알파이스가 있었다.
814년 7월 아키텐을 분배받고 817년 아키텐 분국의 분국왕에 봉해졌다. 그에게는 아키텐, 툴루즈, 가스코뉴, 셉티마니아의 영지가 주어졌다. 그해 8월 경건왕 루트비히 1세의 칙령 반포에 의해 확정되었다. 그의 지위는 아버지 루트비히 경건왕 및 형 로타르 1세 양자의 권위에 의한 것이었으므로, 또한 황제 후계자이자 공동 황제였던 형 로타르 1세에게도 계속 복종했다.
아키텐에 도착한 그는 유력자였던 가스코뉴 공작 그라시아 1세(Garcia I)와 그의 형제이자 후계자인 루포 3세(Lupo III)의 호의를 얻으려 노력했고, 자신을 국왕으로 인정해줄 것을 꾸준히 설득하였다. 루포 3세는 피핀을 인정하기를 거절했고, 피핀은 아버지 경건왕 루트비히 1세의 도움을 얻어 루포를 축출했다. 819년 피핀은 툴루즈의 베렝가리오, 오베르뉴 백작 구에리노(Guerino) 등과 함께 가스코뉴를 침공, 루포 3세를 축출하고, 그의 형제 게르산도(Gersando)를 포함, 루포의 지지자들을 체포한 뒤 반역 혐의로 기소, 처형하였다. 곧 루포 3세는 가스코뉴 공작직에서 축출되고, 영지 밖으로 쫓겨났다. 피핀은 가스코뉴백작직과 툴루즈백작직을 베렝가리오에게 수여하였다.
한편 아키텐의 귀족들은 741년과 768년 샤를 마르텔과 피핀 3세의 사후 독립을 시도하다가 무자비하게 진압당했다. 그 뒤로도 아키텐의 귀족들은 오랫동안 자치, 분리독립을 염원했고, 피핀은 아키텐의 자치와 분리독립에 찬성하여 아키텐 귀족들의 지지를 얻었다. 그는 독립적인 왕국을 원했고 이는 분리독립을 원하던 아키텐 귀족들이 원하던 것이었다. 아키텐에서 그는 어느 정도 부왕 경건왕 루트비히로부터 정치적 독립을 유지할 수 있었다. 그의 의도는 후에 아들 피핀 2세의 즉위식에 반영되었다.

### 아키텐 국왕과 반란

817년 제국 칙령 발표로 확정된 피핀 1세의 영토 아키텐, 가스코뉴, 셉티마니아
(좌측 하단의 연주황색 영역)

822년 마들렌 백작 테오데베르트(Theodobert)의 딸 인겔트루드(Ingeltrude)와 결혼하였다. 다른 이림은 흘린가르트(Hringard) 또는 린가르트(Ringard)라는 설도 있다. 인겔트루드 또는 흘린가르트는 크리스찬 스테파니에 의하면, 후대의 카페왕가의 선조였던 네우스트리아의 귀족 로베르 강철공의 일족이었다 한다. 그에게는 후계자인 아들 피핀 2세와 마인츠의 대주교를 지낸 아키텐의 샤를 형제가 태어난다. 몇명의 딸이 더 태어났고, 그 중 한명은 후일 오베르뉴 백작 게르하르트에게 시집갔다. 일설에는 인겔트루드는 린가르트(Ringart) 또는 흘린가르트(Hringard)의 딸이라는 설도 있고, 마들렌 백작은 아르눌핑 가문 출신이라는 설도 있다.
823년 계모 유디트 폰 바이에른에게서 이복 동생 대머리 카를이 태어나면서 아버지 경건왕 루트비히는 상속령을 개정하자, 피핀은 형 로타르와 동생 독일인 루트비히를 부추겨 저항했다. 829년 새로 태어난 이복 동생 대머리왕 카를에게 알레만니아를 떼어주자 형제 로타르, 독일인 루트비히와 함께 반기를 들기도 했다. 824년 그는 브르타뉴 출신 자신의 고문인 에르몰두스 니젤루스와 함께 브르타뉴를 공략하였다. 827년 코르도바의 이슬람의 장군 아부 마르완(Abu Marwan)과 마르카 히스패니카(Marpan Hispanica) 등이 쳐들어오자 오를레앙백작 마테프리드, 투르와 상스의 백작 휴고 등과 함께 군대를 모집하여 이들과 맞서 싸웠다.
829년 루트비히 경건왕은 보름스의 제국 의회에서 카를을 알레만니아 공작, 슈바벤 공작, 알사스 공작, 리티아(Raetia, 이탈리아 북부), 부르군트의 공작에 임명했다. 그의 친척이자 카를 마르텔의 아들 베른하르트의 아들 왈라는 그에게 정변을 제의한다. 829년 8월에는 셉티마니아의 베른하르트가 카를의 권리를 지지하고 나섰다. 아키텐의 피핀 1세는 베른하르트가 자신의 영토도 넘볼 것이라 보고 로타르에게 거병을 제의한다. 피핀은 로타르 1세의 고문인 왈라에게 도움을 청했다. 이들은 가스코뉴를 거쳐 파리시로 진군하였으며, 네우스트리아에서 추종자들을 규합하였다. 그러나 그들의 부왕은 브르타뉴를 친 뒤, 콩피에뉴에서 피핀과 로타르 일행을 포위하고, 체포하였다. 이들의 군사는 곧 해산되었다.
830년 셉티마니아의 백작 베른하르트가 분리독립을 기도하고 거병하였으나 루트비히가 보낸 군사들에 의해 진압당했다. 830년 초, 피핀은 형 로타르 1세의 고문인 코르비의 왈라(Wala of Corbie)의 조언으로 군사를 일으켰다. 피핀은 반란을 만류하는 자신의 고문 베렝가르 폰 툴루즈의 조언을 무시하고, 동생 독일인 루트비히와 함께 거병하였다. 가스코뉴와 파리, 네우스트리아를 점령했으며 곧 셉티마니아의 백작 베른하르트의 지원을 얻어, 아버지 경건왕 루트비히에 대항해 반란을 일으켰으나 브르타뉴와 꽁피에뉴에서 경건왕 루트비히의 군대에 의해 진압되었다.
831년 2월에 피핀은 아버지 경건왕 루트비히와 화해했다. 그해에 아버지 경건왕 루트비히로부터 케노마니니쿠스 공작에 임명되었다. 그러나 831년 11월 2일 경건왕 루트비히는 피핀을 히스파니아로 추방령을 내렸다. 피핀은 832년 셉티마니아의 베른하르트의 지원을 얻어, 독일인 루트비히와 함께 아키텐에서 다시 반란을 일으켰다. 그러나 형제간의 의사충돌이 있었고, 베른하르트는 셉티마니아 혹은 바르셀로나로 도주했다.
반란은 곧 아버지 경건왕 루트비히의 장군 루겐페르트(Lugenfeld)에 의해 진압되고 피핀은 아버지에 의해 아키텐 국왕직을 박탈당했다. 피핀은 리모주(Limoges) 근처에서 군사를 모두 잃고 리모주에서 루겐페르트에게 사로잡혀 트리어의 감옥에 투옥되었고, 그의 왕국은 대머리 카를에게로 넘겨졌다. 832년 리모주 근처 조코디아크 궁(Jocondiac)에서 아버지 경건왕 루트비히는 그의 영지 아키텐을 대머리 카를에게 준다고 선언했다. 베른하르트의 모든 소유물은 툴루즈의 백작 현명공 베렝가르에게 넘겨졌다. 피핀은 아키텐 지방에 퍼져 있던 분리주의 감정과 독립운동을 이용해 자신을 지지하면 아키텐의 독립을 보장하겠다며 아키텐의 귀족들을 설득, 833년 경건왕 루트비히에 대한 재반란에 가담케 했다.
아키텐의 귀족들은 트리어의 감옥으로 가, 피핀을 탈출시켰다. 경건왕 루트비히의 군대는 피핀을 추격했으나 사로잡지 못했다.

### 생애 후반
833년 아버지 경건왕 루트비히는 그를 면직시켰다. 그러나 피핀은 아키텐 지역의 분리 독립 열망을 이용해 반란을 일으켰다. 피핀이 아키텐에서 면직되자 833년 로타르 1세는 군사를 일으켜 부왕에게 도전했으며 랭스 대주교 에보(Ebbo)의 도움을 얻었다. 피핀과 로타르, 독일인 루트비히는 교황 그레고리우스 4세의 지원을 얻어 거병, 반란을 일으켰고 알프스산맥을 넘어 알자스의 지골스하임 부근에서 회의를 열어 다시 부왕 경건왕 루트비히를 폐위했다.
형 로타르는 아버지 경건왕 루트비히를 사로잡는데 성공, 롤페르트로 끌고갔다가 말렘으로, 말렘에서 메츠로, 메츠에서 다시 수아송까지 끌고 갔다가 수아송의 생메다드 수도원에 감금하였다. 동시에 이복동생 대머리 카를은 부모에게서 떼어내 아르덴 근처 프륌 수도원에 보냈다. 831년 초 로타르 1세는 제국을 3분할하였으나 아키텐의 피핀과 독일인 루트비히는 자신들의 몫이 적다고 보고 반발했다. 834년 3월 경건왕 루트비히는 다시 황제 지지파들의 지원으로 제위에 복귀하였다.
834년 피핀은 비밀리에 자객을 고용, 수녀원에 갇힌 계모 유디트를 암살하려 했으나 유디트가 수녀원을 탈출함으로써 실패했다. 그해 3월 1일 부왕 루트비히 경건왕은 카리시에쿰(Karisiacum, 현 키에르치(Quierzy))에서 피핀을 다시 아키텐 국왕으로 복직시켰다. 로타르와 함께 반란을 일으켰던 피핀은 이때 아버지의 편을 들었다. 이후 피핀은 줄곧 아버지 경건왕 루트비히의 편을 들었다. 834년부터는 황제인 아버지의 권위 회복을 위해 힘썼으며, 아키텐을 다시 얻고 앙주 등도 추가로 차지했다. 그 뒤 아버지 경건왕 루트비히에게 줄곧 협력하였다.
837년에서 838년 사이 경건왕 루트비히는 피핀의 영토 일부를 대머리 카를에게 수여했다. 838년 12월 13일 푸아티에에서 의문의 병으로 갑자기 사망한다. 일설에는 정신질환에 걸려서 죽었다고도 한다. 일설에는 11월 13일에 사망했다는 설도 있다.

### 사후
시신은 사후 4년 후, 아키텐의 수도인 푸아티에의 성 라데군다 성당(Sainte-Radegonde)에 안치되었다. 피핀이 사망할 당시 그의 자녀들은 모두 미성년자들이었다. 그가 죽자 839년 아버지인 경건왕 루트비히는 그의 영지인 아키텐을 대머리왕 카를에게 넘겨주려 했고, 아키텐의 귀족들은 집단으로 반발했다. 아키텐의 귀족들은 그의 아들인 피핀 2세을 지지하여 경건왕 루트비히는 결국 피핀 2세를 인정하였다.
이는 후에 피핀 2세와 대머리왕 카를간 아키텐을 두고 분쟁을 벌이는 원인이 된다. 그뒤 군주가 여러 명 바뀌는 혼란을 겪게 되면서 아키텐은 귀족들이 다시 세력을 얻게 된다.
그의 딸 중 1명은 오베르뉴 백작 게르하르트와 혼인한다. 외손자 라눌프 1세와 그의 아들 라눌프 2세, 손자 에블레스는 아키텐 공작이었다. 에블레스의 가계는 13세기까지 이어진다.

## 가족 관계
- 할아버지 : 샤를마뉴
- 부왕 : 경건왕 루트비히
- 모친 : 히스베니아의 에멩가르데(이르멘가르트), 히스베니아의 공작 잉게르만(Ingerman)의 딸
  - 형 : 로타르 1세(795년~855년): 중프랑크 왕(818~855), 신성로마황제(840~855)
  - 동생: 루트비히 2세(802년~876년) : 동프랑크 왕, 독일인 루트비히라고 부른다.
  - 누나 : 아델라이드(799년 출생), 느스트리 백작 로베르 르 포르에게 시집감, 로베르 1세와 외드 형제의 생모
  - 누나 : 로트루드 (800년 출생)
  - 누나 : 힐데가르트 (802년 출생)
- 서모 : 바이에른의 유디트
  - 이복여동생 : 기젤라 : 프리울리의 에베르하르트 1세와 결혼, 이탈리아 왕 베렝가리오 1세, 이탈리아의 기젤라(하인리히 1세의 조모, 작센 공작 리우돌프의 아내)의 생모
  - 이복남동생 : 대머리 카를, 카롤루스 2세(823~877) : 서프랑크 왕(840~877), 신성로마황제(875~877)

- 왕비 인겔트루드(Ingeltrude, 805 - 836년 3월 이후), 마들렌 백작 테오데베르트(Theodobert)의 딸
  - 아들 : 피핀 2세
  - 며느리 : 이름 미상
    - 손녀 : 아바(Saint Ava), 베네딕토 수녀원 원장

  - 아들 : 샤를, 마인츠 대주교
  - 딸 : 로트루드(Rotrude)
  - 사위 : 게르하르트(Gerhard, 841년 사망, 오베르뉴 백작)
  - 딸 : 힐데가르트(Hildegarde, 841년 사망)
  - 사위 : 라티헤르트(Rathiert, 841년 사망, 리모주 백작)

## 같이 보기
- 경건왕 루트비히
- 로타르 1세
- 독일인 루트비히
- 카를 2세
- 아키텐의 피핀 2세

## 관련 자료
- Collins, Roger. "Pippin I and the Kingdom of Aquitaine." Charlemagne's Heir: New Perspectives on the Reign of Louis the Pious, edd. P. Godman and Roger Collins. Oxford: Oxford University Press, 1990. Reprinted in Law, Culture and Regionalism in Early Medieval Spain. Variorum, 1992. ISBN 0-86078-308-1.
- Timothy Reuter, The Annals of Fulda , Manchester University Press, 1992.
- Pierre Riché, Les Carolingiens, une famille qui fit l'Europe, Paris, Hachette, coll. « Pluriel », 1983 (réimpr. 1997), 490 p. (ISBN 2-01-278851-3, présentation en ligne [archive])
- Jean-Charles Volkmann, Bien connaître les généalogies des rois de France, Éditions Gisserot, 1999, 127 p. (ISBN 978-2-87747-208-1)
- Michel Mourre, Le Petit Mourre. Dictionnaire d'Histoire universelle, Éditions Bordas, avril 2007 (ISBN 978-2-04-732194-2)
- Christian Settipani, La Préhistoire des Capétiens (Nouvelle histoire généalogique de l'auguste maison de France, vol. 1), Villeneuve-d'Ascq, éd. Patrick van Kerrebrouck, 1993, 545 p. (ISBN 978-2-9501509-3-6)
- Léon Levillain (éd.), Recueil des actes de Pépin Ier et de Pépin II, rois d'Aquitaine (814-848), publié sous la direction de M. Maurice Prou, Paris, Imprimerie nationale, 1926, CCVIII-355 p., présentation en ligne [archive], présentation en ligne
- Rudolf Schieffer: Pippin I.. In: Neue Deutsche Biographie (NDB). Band 20, Duncker & Humblot, Berlin 2001, ISBN 3-428-00201-6, S. 466 f.